# گلبرگ
گُلبَرگ از جمله قسمت‌های گل است.

دومین حلقهٔ گل، مرکب از قطعاتی به نام گلبرگ است.
در آن‌ها معمولاً پهنک، و قسمتِ زیرینِ باریک‌تری به نام ناخنک قابل تشخیص است. ناخنک، گلبرگ را به نهنج متصل می‌کند. پهنک ممکن است صاف (مانند آلاله)، دندانه‌دار، ریشک‌دار، یا لپ‌دار باشد.
غالباً در قاعده گلبرگ‌ها نوش جای ماده شیرینی ترشح می‌کند که حشرات طالب آن‌اند. گلبرگ‌ها ممکن است کاملاً به صورت نوش جای شیپور مانند، تغییر شکل دهند (مانند اقونیطون).
در نوعی طبقه‌بندی قدیمی‌تر گیاه‌شناسی (رده‌بندی طبیعی) گیاهان گلدار دولپه‌ای را به سه گروه بی‌گلبرگان، جداگلبرگان و پیوسته‌گلبرگان تقسیم می‌کردند.
پیوسته‌گلبرگان گیاهانی هستند که گلبرگ‌های آنها به هم پیوسته‌است مانند نرگس.
گیاهان با گلبرگ‌های جدا از هم جداگلبرگان نام دارند.